# Murielle Compère-Demarcy
 (janvier 2025).
Il peut être nécessaire de l'améliorer pour respecter le principe de neutralité de point de vue. Veuillez consulter la page de discussion pour plus de détails.

Murielle Compère-Demarcy, publiant aussi sous le nom de M©Dĕm, est une poétesse, nouvelliste et auteure de chroniques littéraires et d'articles critiques, née dans l'Oise le 25 octobre 1968.

## Biographie
Murielle Compère-Demarcy, après des études à Paris-IV Sorbonne en Philosophie et Lettres modernes et au lycée Fénelon (Paris, 5e) en École préparatoire Littéraire, vit  aujourd'hui dans l'Oise où elle se consacre à l'écriture.
Elle publie dans le registre de la fiction littéraire et poétique, ainsi que des réflexions sur l'écriture. Son univers imaginaire s'associe à son combat humanitaire.
Elle participe à des publications avec des organismes manifestant une solidarité active avec les personnes opprimées, exploitées (anthologies) ou qui défendent la dignité et les droits des personnes réfugiées et migrantes, luttant contre toute forme de discrimination, contre la xénophobie et le racisme.
Elle dirige une collection éditoriale depuis 2022.

## Publications

### Poésie
- Atout-cœur, éditions Flammes vives, 2009[2]
- Eau-vive des falaises éditions Encres vives, collection « Encres blanches », 2014
- Je marche..., poème marché/compté à lire à voix haute, dédié à Jacques Darras, éditions Encres vives, collection « Encres blanches », 2014 [lire en ligne].
- Coupure d'électricité, éditions du Port d'Attache, 2015 [lire en ligne]
- La Falaise effritée du Dire, éditions du Petit Véhicule, Cahier d'art et de littérature Chiendents, no 78, 2015
- Trash fragilité, illustrations de Didier Mélique éditions Le Citron gare, 2015
- Un cri dans le ciel, éditions La Porte, 2015
- Signaux d'existence suivi de La Petite Fille et la Pluie, éditions du Petit Véhicule, 2016
- Le Poème en marche, suivi de Le Poème en résistance, éditions du Port d'Attache, 2016
- Dans la course, hors circuit, éd. du Tarmac, 2017
- Poème-Passeport pour l'Exil, co-écrit avec le photographe-poète Khaled Youssef, éd. Corps Puce, coll. « Parole en liberté », 2017[3]
- Réédition Dans la course, hors circuit, éd. Tarmac, 2018
- ... dans la danse de Hurle-Lyre & de Hurlevent..., éd. Encres Vives, coll. « Encres blanches », n°718, 2018[4]
- L'Oiseau invisible du Temps, éd. Henry, coll. « La Main aux poètes », 2018
- Alchimiste du soleil pulvérisé, Z4 Éditions, 2019
- Fenêtre ouverte sur la poésie de Luc Vidal, éditions du Petit Véhicule, coll. « L'Or du Temps », 2019
- Dans les landes de Hurle-Lyre, Z4 Éditions, 2019
- L'écorce rouge suivi de Prière pour Notre-Dame de Paris & Hurlement, préface de Jacques Darras, Z4 Editions, coll. « Les 4 saisons », 2020
- Voyage Grand-Tournesol, avec Khaled Youssef et la participation de Basia Miller, Z4 Éditions, Préface de Chiara de Luca, 2020 [262 p.]https://z4editions.fr/publication/voyage-grand-tournesol/
- Werner Lambersy, Editions les Vanneaux ; 2020
- Confinés dans le noir, Éditions du Port d'Attache, illustr. de couverture Jacques Cauda; 2021
- Le soleil n'est pas terminé, Éditions Douro, 2021 avec photographies de Laurent Boisselier. Préface de Jean-Louis Rambour. Notes sur la poésie de MCDem. de Jean-Yves Guigot. Illustr. de couverture Laurent Boisselier.
- l'ange du mascaret, Editions Henry, Coll. Les Ecrits du Nord ; 2022. Prélude et Avant-Propos Laurent Boisselier.
- La deuxième bouche, avec le psychanalyste-écrivain Philippe Bouret, Sinope Editions ; 2022. Préface de Sylvestre Clancier (Président de l'Académie Mallarmé).
- L'appel de la louve, Editions du Cygne, Collection Le chant du cygne ; 2023.
- Louve, y es-tu ? , Editions Douro, Coll. Poésies au Présent ; 2023.

### Nouvelles littéraires
- Éros Thanathos publié dans la revue Souffles, les écrivains méditerranéens no 246-247, décembre 2014[5].

### Participation à des anthologies
Participation aux anthologies des éditions Flammes vives depuis 1998, et dans Les Dossiers d'Aquitaine.
Recueil collectif Dehors, avec la ville de Paris et les éditions Janus, 2016.
Anthologie progressive "Poésie en liberté"  ; août 2017, janvier 2018.
Anthologie "Tisserands du monde" ; 2018.
Anthologie "Constellation de la Lyre" - XI Festival mondial de poésie "La lyre émigrée" (Bruxelles-Liège-Paris, 12-17 août 2019).
Anthologie "Etoiles de poésie sur la toile", coll. Poètes en roue libre (Cahiers "La Voix des Autres" < Revue Chemins de poésie, André Chenet éditeur ; 2020.
Anthologie Les CAHIERS DU CIPALA / "La terre nourricière en danger" ; éditions Jacques Flament, juillet 2020.
Anthologie LE CASTOR ASTRAL "Là où dansent les éphémères", février 2022.
Recueil collectif "Intuitions", carte blanche au poète "Jacques Darras, un Moi pluriel, fluide et sonore", éditions D'Ici et D'AilleurS ; juin 2022.
Anthologie Unicité, réalisée par Matthias Vincenot, "Quel temps !" ; 2023.
Anthologie "Parfum de lumière", Les Rencontres Poétiques thiaisiennes ; 2023.
Anthologie LES ECRITS DU NORD / EDITIONS HENRY, sous la direction de Claudine Bertrand, "Quelque part, le feu" ; 2023.
Anthologie LA POESIE, C'EST SPORT ! Editions Unicité, sous la direction de Matthias Vincenot ; 2024.
Anthologie "Ruines & Runes" éd. Chemins Plumes, Collectif d'auteurs (2025), direction Marilyne Bertoncini.
Anthologie "Concertos et marées, Revue" dirigée par Colette Klein.